# تپه دائی چی
تپه دائی چی مربوط به دوران پیش از تاریخ ایران باستان تا دوران‌های تاریخی پس از اسلام است و در شهرستان کرمانشاه، روستای دائی چی واقع شده و این اثر در تاریخ ۷ مهر ۱۳۸۱ با شمارهٔ ثبت ۶۴۴۷ به‌عنوان یکی از آثار ملی ایران به ثبت رسیده است.